# Pascal Coste (homme politique)
Pour les articles homonymes, voir Coste.
Ne doit pas être confondu avec Pascal Coste.
Pascal Coste, né le 13 septembre 1966 à Brive-la-Gaillarde (Corrèze), est un homme politique français, membre de l'Union pour un mouvement populaire (UMP) puis des Républicains (LR). Il est président du conseil départemental de la Corrèze depuis 2015.

## Biographie

### Formation et carrière
Pascal Coste étudie au lycée agricole Les Vaseix à Limoges avant de poursuivre un BTS de comptabilité et gestion d'entreprise, au lycée agricole de Toulouse-Auzeville.
Agriculteur-éleveur, Pascal Coste occupe plusieurs responsabilités syndicales et consulaires comme président du Conseil national des jeunes agriculteurs (CNJA) de 1998 à 2000, vice-président de la Fédération nationale des syndicats d'exploitants agricoles (FNSEA), président de la FRSEA Massif central et vice-président de la Chambre d'agriculture.

### Parcours politique
Pascal Coste est encarté à l'Union pour un mouvement populaire (UMP) devenue Les Républicains (LR), après avoir été étiqueté divers droite, il est maire de Beynat de 2001 à 2015. Il est présenté comme un « chiraquien ».
De 2003 à 2014, il est président de la communauté de communes du canton de Beynat.
Lors des élections régionales de 2004 en Limousin il figure dans la liste UMP mené par Raymond Archer.
Il intègre le conseil général en 2008 à la suite des élections cantonales. Il se présente dans le canton de Beynat, ou il est maire depuis 2001. Il l'emporte dès le premier tour avec 60,3 % des suffrages exprimés face au socialiste, maire d'Aubazines, Jean-Pierre Chouzenoux et face à l'écologiste Jean-Claude Simiot.
Pascal Coste est candidat lors des élections législatives de 2012 pour la deuxième circonscription de la Corrèze, mais il est battu au second tour par le député PS sortant, Philippe Nauche.
Lors des élections municipales de 2014 Pascal Coste est candidat à sa réélection. Sa liste est élue le 23 mars avec 67,2 % des voix face à la liste de gauche mené par Jean-Michel Leymarie.
En mars 2015, il est élu conseiller départemental du canton du Midi corrézien en tandem avec Ghislaine Dubost. Ils ont pour suppléants Christine Terrou et Alexandre Tronche. Il est élu, le 2 avril suivant, président du conseil départemental de la Corrèze à la faveur de la victoire de la droite. Pour se conformer à la loi relative au cumul des mandats, il renonce à son poste de maire de Beynat et il est remplacé par Jean-Michel Monteil, Pascal Coste reste toutefois adjoint de ce dernier jusqu'en 2020.
Il soutient Bruno Le Maire pour la primaire présidentielle des Républicains de 2016. En septembre 2016, il est nommé avec plusieurs autres personnalités politiques conseiller politique de la campagne.
Dans le cadre de l'affaire Fillon, il renonce à soutenir le candidat des Républicains, François Fillon, à l'élection présidentielle de 2017.
Depuis 2020, Pascal Coste est membre du comité d'orientation du parti Territoires en mouvement.
Il renonce à se présenter aux élections sénatoriales de 2020 en Corrèze bien qu'il ait « été sollicité par des maires et par « Paris » ».
En février 2021, il est nommé par le parti Les Républicains pour devenir tête de liste du département de la Corrèze pour les élections régionales en Nouvelle-Aquitaine. 
Candidat à sa réélection dans le canton du Midi corrézien lors des élections départementales de 2021, il est réélu dès le premier tour avec 85,9 % des suffrages exprimés face au binôme du RN. Le 1er juillet 2021, il est réélu à la présidence du conseil départemental.
Lors des élections régionales de 2021, il est élu conseiller régional de Nouvelle-Aquitaine recueillant 29,2 % des voix contre 36,3 pour la liste de gauche en Corrèze. À la suite de cette élection, il quitte son poste de conseiller municipal de Beynat le 7 juillet afin de respecter le non cumul des mandats. 
Il soutient Xavier Bertrand lors du premier tour du Congrès des Républicains en vue de l'élection présidentielle de 2022. Pour le second tour il se range derrière Valérie Pécresse. Il devient conseiller de campagne à l'agriculture et de la ruralité de cette dernière. 
Lors des élections législatives de 2022, il était pressenti de devenir le candidat titulaire dans la première circonscription de la Corrèze. Finalement, Pascal Coste est annoncé comme le suppléant de Francis Dubois, maire de Lapleau. Francis Dubois est élu député le 19 juin, Pascal Coste devient donc son suppléant. 
Après les élections de 2022, Pascal Coste rejoint le parti politique de Xavier Bertrand, Nous France et devient le délégué régional du parti en Nouvelle-Aquitaine. 
Le 8 avril 2024, il est élu président de la mission d'information et d'évaluation sur la politique régionale en matière agricole, hydraulique et d'alimentation de la région Nouvelle-Aquitaine. 
Pour les élections législatives anticipées de 2024, il est de nouveau le suppléant de Francis Dubois. 

## Détail des mandats et fonctions
- Conseiller régional de Nouvelle-Aquitaine (depuis 2021).
- Président du conseil départemental de la Corrèze (depuis 2015).
- Conseiller départemental, élu dans le canton du Midi corrézien (depuis 2015).
- Adjoint au maire de Beynat (2015-2020).
- Conseiller général de la Corrèze, élu dans le canton de Beynat (2008-2015).
- Président de la CC du canton de Beynat (2003-2014).
- Maire de Beynat (2001-2015).
- Conseiller municipal de Beynat (2001-2021).

## Résultats électoraux

### Élections législatives
| Année | Parti | Parti | Circonscription  | 1er tour | 1er tour | 1er tour | 2d tour | 2d tour | 2d tour | Issue |
| Année | Parti | Parti | Circonscription  | Voix     | %        | Rang     | Voix    | %       | Rang    | Issue |
| ----- | ----- | ----- | ---------------- | -------- | -------- | -------- | ------- | ------- | ------- | ----- |
| 2012  |       | UMP   | 2e de la Corrèze | 17 748   | 30,7     | 2e       | 23 100  | 25,1    | 2e      | Battu |

### Élections cantonales et départementales
| Année | Parti                    | Parti | Canton           | 1er tour | 1er tour | 1er tour | 2d tour | 2d tour | 2d tour | Issue |
| Année | Parti                    | Parti | Canton           | Voix     | %        | Rang     | Voix    | %       | Rang    | Issue |
| ----- | ------------------------ | ----- | ---------------- | -------- | -------- | -------- | ------- | ------- | ------- | ----- |
| 2008  |                          | UMP   | Canton de Beynat | 1 578    | 60,3     | 1er      |         |         |         | Élu   |
| 2015  | Canton du Midi corrézien | UMP   | 3 169            | 48       | 1er      | 3 818    | 61,5    | 1er     | Élu     |       |
| 2021  | Canton du Midi corrézien |       | LR               | 3 812    | 85,9     | 1er      |         |         |         | Élu   |

### Élections municipales
| Année | Parti         | Parti | Commune | Position            | 1er tour | 1er tour | 1er tour | 2d tour | 2d tour | 2d tour | Sièges (CM) |
| Année | Parti         | Parti | Commune | Position            | Voix     | %        | Rang     | Voix    | %       | Rang    | Sièges (CM) |
| ----- | ------------- | ----- | ------- | ------------------- | -------- | -------- | -------- | ------- | ------- | ------- | ----------- |
| 2008  |               | UMP   | Beynat  | Scrutin majoritaire | 696      | 76,8     | 1er      |         |         |         |             |
| 2014  | Tête de liste | UMP   | Beynat  | 582                 | 67,2     | 1er      | 13 / 15  |         |         |         |             |
| 2020  |               | LR    | Beynat  | 15e                 | 536      | 100      | 1er      | 15 / 15 |         |         |             |